# Cousinia moabitica
Cousinia moabitica là một loài thực vật có hoa trong họ Cúc. Loài này được Bornm. & Nábělek ex Bornm. mô tả khoa học đầu tiên năm 1913.